# Szepsel Alpern
Szepsel Alpern (ur. 5 stycznia 1924 w Kuźnicy, zm. 3 grudnia 1945 w Sokółce) – polski funkcjonariusz komunistycznego aparatu bezpieczeństwa żydowskiego pochodzenia, młodszy oficer śledczy PUBP, kapral, zastępca szefa PUBP w Sokółce. 
Pochodził z Kuźnicy, jego rodzicami byli Giersz i Szprynea. Podczas wojny z pomocą Polaków ukrywał się między innymi w Dubnicy Kurpiowskiej i Malawiczach. W okresie między 6 sierpnia 1943 a 6 sierpnia 1944 roku brał udział w walkach partyzanckich w ramach sowieckiego oddziału im. „26 Lat Października”, pod dowództwem niejakiego Filipowa operującego na terenie Puszczy Knyszyńskiej.
Po zakończeniu działań wojennych między 14 sierpnia 1944 a 1 lutego 1945 r., pracował jako funkcjonariusz MO w Kuźnicy. Następnie zastępca szefa PUBP w Sokółce. Znany był z wyjątkowego okrucieństwa, jak wskazują relacje zebrane przez historyków, ze względu na niski wzrost podczas przesłuchań bił swoje ofiary, stojąc na krześle. Za swoją działalność został zlikwidowany 3 grudnia 1945 r., na Pl. Kościuszki, koło starego hotelu w Sokółce przez podziemie niepodległościowe (prawdopodobnie Narodowe Siły Zbrojne).